# Hôtel Pommeret
L’hôtel Pommeret est un hôtel particulier du XVIIIe siècle situé à Orléans, dans le département du Loiret en région Centre-Val de Loire.
Il est inscrit monument historique en 1987.